# معركة دانداناقان
معركة دانداناقان ؛ معركة داندقان (Dandanakan) وقعت في رجب عام (432هـ \ 23 مايو 1040م) وهي من المعارك الحاسمة والفاصلة في تاريخ كل من الغزنوية والسلاجقة ونتج عنها هزيمة الدولة الغزنوية في عهد السلطان مسعود بن محمود الغزنوي على يد السلاجقة الذين كانوا آنذاك يتوسعون في هضبة إيران، فاحكموا سيطرتهم على خراسان وما وراء النهر وظفروا باعتراف الخليفة العباسي وقيام دولتهم.

## خلفيه
بحلول القرن الخامس الهجري كانت قوة السلاجقة قد تعالت وأصبحوا دولة قوية، مما بدأ يُثير قلق السلطان محمود الغزنوي حاكم الدولة الغزنوية في بلاد الهند وفارس. وبسبب هذا قام محمود بشن حملة على السلاجقة عام 415 هـ، انتهت بالقبض على سلطانهم أرسلان بيغو وعدد كبير من أتباعه، وأرسل أرسلان إلى سجن قضى فيه أربع سنوات ثم مات. لكن في عام 419 هـ ثار السلاجقة وخرجوا عن سيطرة محمود، فأرسل إليهم بعض الجنود لكنهم هُزموا وتابع السلاجقة سيرهم عبر بلاد ما وراء النهر، فدمروا ونهبوا العديد من المدن، فأرسل إليهم محمود الغزنوي أمير طوس الذي أستمر بملاحقتهم سنتين في تلك البلاد. لكن في عام 421 هـ توفي محمود دون أن يَقضي على السلاجقة، فسار ابنه مسعود بن محمود إليهم حيث طلبوا الصلح، وبهذا توقف النزاع بين الطرفين لفترة قصيرة. وما إن سار مسعود إلى الهند لقمع تمرد آخر ثار السلاجقة مُجدداً، فأرسل إليهم جيشاً التقوا معه في نيسابور وهزمهم، ولذلك انسحبوا إلى الري فنشبت بينهم وبين مسعود آخر معركة واستطاع أن يَهزمهم ويخضعهم.
ولكن كل الحروب المذكورة سابقاً قادها أتباع أرسلان بيغو الذي قبض عليه محمود الغزنوي على أيامه، لكنهم هُزموا بعد حربهم مع مسعود، في حين أتى مكانهم طغرل بك بن ميكائيل - ابن أخي أرسلان - الذي قاد حروب السلاجقة بعد ذلك وقام بتأسيس الدولة السلجوقية. لكن في هذا الوقت وبعد هزيمة أتباع أرسلان كان يُريد «علي تكين» أن يُصبح هو قائد السلاجقة، فاستدعى «يوسف بن موسى بن سلجوق» (ابن عم طغرل) وأكرمه كثيراً وحاول استمالته إلى طرفه لكي يُساعده ضد طغرل، لكن عندما علم يُوسف بذلك رفض ولم يَقبل بمعاونته، وبعد أن يأس علي تكين من استمالته قام بقتله. وقد كبر قتل يُوسف على طغرل، فجمع عشائره ولبسوا ثياب الحداد وجمع ما استطاع من الترك للثأر، وجمع علي تكين جيوشه أيضاً، ثم التحم الجيشان وهُزم جيش علي. وبعد ذلك استمر طغرل بملاحقته، فجمع علي كل جيوشه وكل من استطاع من الأتراك والتقى مع جيوش طغرل في معركة ضخمة عام 421 هـ هُزم فيها طغرل وقتل الكثير من جنده.
بسبب هذه الهزيمة لم يَعد طغرل قوياً كفاية، فراسل مسعوداً بن محمود لما كان ذاك في طبرستان طلباً للصلح، فاستغل مسعود هذه الفرصة وقبض على رسل السلاجقة كي لا يَعودوا بأخبار إلى طغرل ثم جمع جيشاً جراراً وسار إليهم وفاجأهم فألحق بهم هزيمة كبيرة. لكن بعد انتهاء المعركة بدأ جنود مسعود يَتصارعون فيما بينهم على الغنائم، وصدف في الوقت نفسه أن داوداً (معاون طغرل) كان يَقول لجنود السلاجقة أن تلك فرصة للإيقاع بجنود مسعود بعد أن انشغلوا بالغنائم والنصر وأحسوا بالأمان ففقدوا تيقظهم، فهاجم السلاجقة مُجدداً وانتصروا. وخلال هذه المعركة كان مسعود في نيسابور ووصلته أخبار الحرب، فبدأ يَخاف منهم وعرض عليهم أن يُعطيهم أراضي من دولته لكي يَكفوا عن محاربته، لكنهم رفضوا عرضه، فبدأ يُرسل إليهم الجيوش لكنهم هُزموا الواحد تلو الآخر. استمر مسعود بتجاهل السلاجقة لفترة بعد أن يأس منهم، ثم قرر في النهاية أن يَعود إلى محاربتهم وجمع جيشاً ضخماً، لكن قائد الجيش (وهو حاجب مسعود) كان جباناً فأغار قليلاً على مرو ثم سار مُجدداً وعاد إليها بعد ذلك فأصاب جنوده التعب واستطاع طغرل هزيمته في سنة 428 هـ، وبعد هذه المعركة سيطر السلاجقة على خراسان.

## المعركة
لقد استمرت الحرب في السنوات اللاحقة بين الطرفين وبدأ طغرل يَغلب، فقلق مسعود وجمع جيشاً جراراً واتجه إلى خراسان في العام نفسه والتقى مع الأتراك السلاجقة في معركة داندقان الحاسمة وهُزم فيها مسعود، وحكمت هذه المعركة ببداية حكم السلاجقة ونهاية قوة الغزنويين، وبعدها توقف مسعود عن المقاومة وأسس السلاجقة إحدى أقوى دول المشرق، ولهذا يُعد عام 429 هـ هو عام تأسيس الدولة السلجوقية الحقيقي.